# Rostpannad hjälmtörnskata
Rostpannad hjälmtörnskata (Prionops scopifrons) är en tätting i familjen vangor.

## Utbredning och underarter
Rostpannad hjälmtörnskata delas in i tre underarter:
- P. s. keniensis – förekommer i centrala Kenya
- P. s. kirki – förekommer längs kusten från södra Somalia till östra Kenya (Lamu) och nordöstra Tanzania
- P. s. scopifrons – förekommer från sydöstra Tanzania till Moçambique och Zimbabwe

## Familjetillhörighet
Hjälmtörnskatorna i Prionops placerades tidigare i en egen familj. DNA-studier visar dock att de står nära vangorna och inkluderas allt oftare i den familjen.

## Status och hot
Arten har ett stort utbredningsområde, men tros minska i antal, dock inte tillräckligt kraftigt för att den ska betraktas som hotad. Internationella naturvårdsunionen IUCN listar arten som livskraftig (LC).

## Bildgalleri

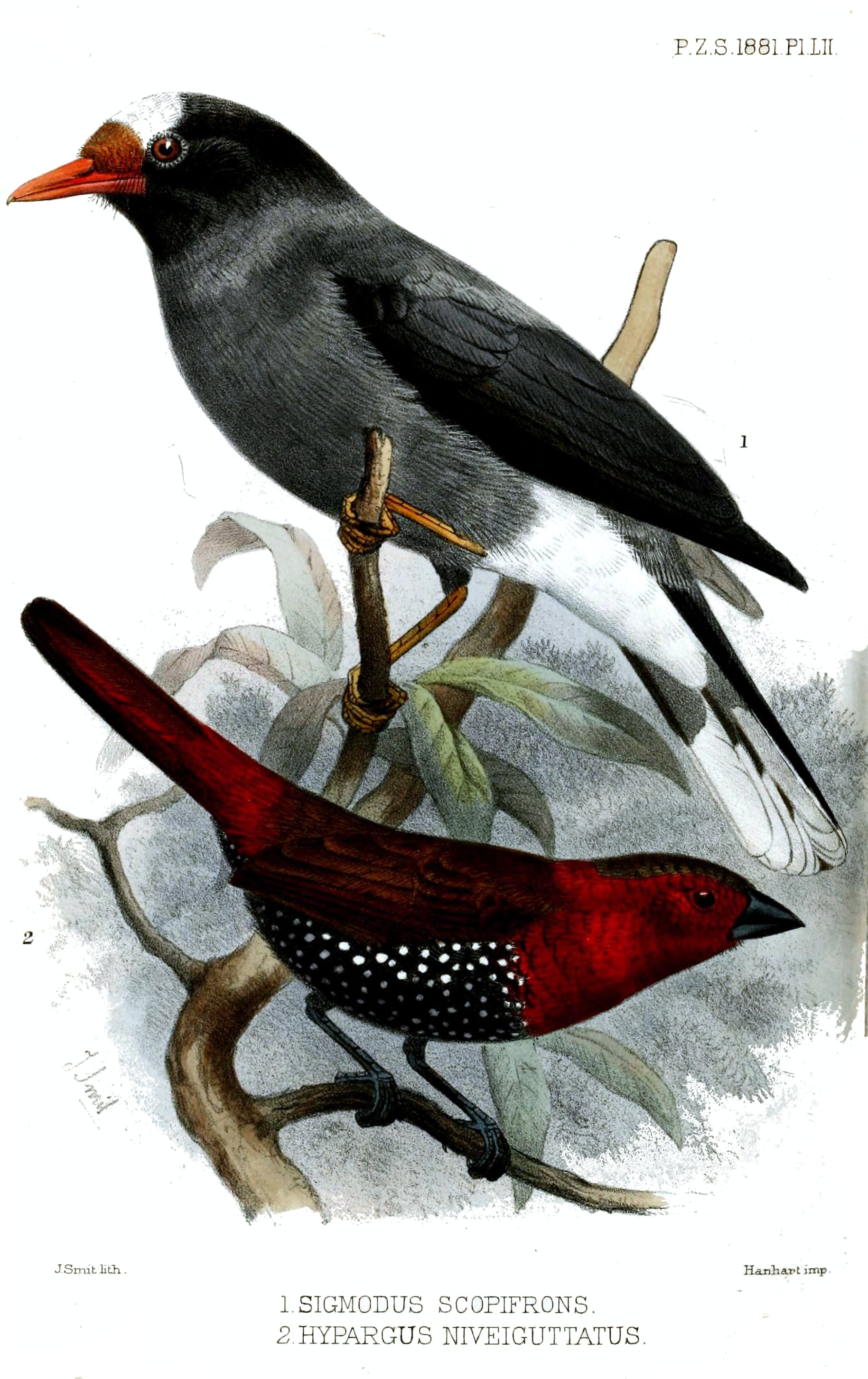
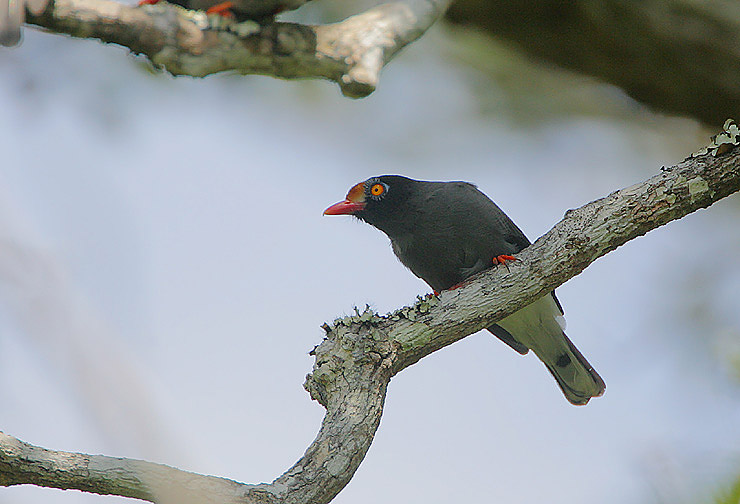